# Любители жареного
«Любители жареного» — комедия древнегреческого драматурга Аристофана (V—IV века до н. э.). Дата постановки неизвестна, текст пьесы практически полностью утрачен. Сохранился только ряд коротких фрагментов, процитированных более поздними античными и средневековыми авторами (фрг. 85—102).
Афиней упоминает «Любителей жареного» в числе пьес, действие которых происходит в сказочной изобильной стране. Возможно, речь идёт о загробном мире.